# Liste der gefallenen Adeligen auf Habsburger Seite in der Schlacht bei Sempach/C

## C
| Geschlecht       | Vorname(n)         | Einheitsname       | Stammsitz      | abweichende Schreibweisen                                                                           | Quelle(n) | Anmerkungen | Wappen |
| ---------------- | ------------------ | ------------------ | -------------- | --------------------------------------------------------------------------------------------------- | --- | --- | ------ |
| Castelnöf        | Franciscus; Frantz | Castelnöf          | Tirol / Trient | Castel; Castellnöf; Castelnew; Castelnuf; Kastelneff; Kastelnot; Kastelnoth; Kastilnösse; Castelnot | • Chronik des Benedictinerstiftes Zwettel in Österreich • Thurgauer Chronik; Eydgnössisch-schweytzerischer Regiments Ehren-Spiegel • Chronik des Thomas Ebendorfer von Haselbach, ca. 1440–1463 • Oesterreichische Verlustliste, 1488 • Conrad Schnitt: Wappenbuch der Baslerischen Geschlechter, 1530 • Chronik des Nicolaus Stulmann, 1407 • Aegidius Tschudi: Chronicon Helveticum | "hienach volgen alle die so mit hertzog Lüpolt von Osterrich for Sempach erschlagen …. Und zuo Küngsfelden begdraben ligen - item ist zuo wüssen, das disse" |        |
| Clett            |                    | siehe Klett        |                | | | |        |
| Clingen; Clyngen |                    | siehe Klingen      |                | | | |        |
| Clingenstein     |                    | siehe Klingenstein |                | | | |        |
| Coll             | Heinrich           | Heinrich Coll      | Etsch          | Celer; Colo                                                                                         | • St. Blasianer Handschrift von Königshofens Chronik • Eydgnössisch-schweytzerischer Regiments Ehren-Spiegel • Luzerner Chronik von Melchior Russ, 1482 | |        |